# Valdetorres
Valdetorres è un comune spagnolo di 1 383 abitanti situato nella comunità autonoma dell'Estremadura.